# Lago Guajataca
Il Lago Guajataca è un lago del fiume Guajataca creato dalla Puerto Rico Electric Power Authority nel 1929. Esso si trova tra i comuni di San Sebastián, Quebradillas e Isabela in Porto Rico, e riceve la maggior parte delle sue acque dai fiumi Rio Guajataca e Rio Chiquito de Cibao. Il lago funge principalmente come riserva d'acqua, ma viene utilizzato anche per attività ricreative quali canottaggio e pesca. Nel lago si possono trovare varie specie di pesci quali Cichla, persico trota, persico sole, perca, pesce gatto, Tilapia e Dorosoma petenense. La Guajataka Scout Reservation confina parzialmente con la parte sud del lago. La diga al lago Guajataca subì un cedimento strutturale il 22 settembre 2017, essendo stata colpita dall'Uragano Maria.

## Costruzione della diga
La costruzione della diga fu autorizzata con la legge n. 63 dell'Assemblea legislativa di Porto Rico, nota come la Isabela public irrigation law, il 19 aprile 1919.
La diga fu costruita a partire dal 1928. Il bacino aveva una capacità iniziale di 48 milioni di m3, ma nel 1999 (71 anni dopo), la capacità era stata ridotta a 42 milioni di metri cubi, circa il 13% in meno, a causa dei sedimenti.
L'area superficiale del bacino nel 1999 era di 3,42 km2.
Secondo l'Inventario Nazionale della Dighe, la diga di Guajataca fu progettata ed è di proprietà della Puerto Rico Electric Power Authority.

## Il rischio di collasso della diga di Guajataca
Il 22 settembre 2017, alle ore 18:10 GMT, seguendo l'Uragano Maria, gli operatori della diga di Guajataca annunciarono che lo sfioratore della diga stava per collassare all'estremità settentrionale del lago e ciò poteva concludersi con il completo collasso della diga. Il National Weather Service pochi minuti dopo invitò tutti i 70 000 residenti nell'area inondabile ad evacuarla. Il Servizio Meteorologico Nazionale stabilì che la diga si trovava in una "situazione minacciosa per la vita"."Si tratta di una falla strutturale. Io non ho altri dettagli," affermò il Governatore Ricardo Rosselló. "Stiamo cercando di evacuare quante più persone possibile." Rosselló ordinò alla Guardia Nazionale di Porto Rico e alla Polizia di fornire aiuto nell'assistenza agli sforzi di evacuazione verso valle. La diga si trova attraverso il fiume Guajataca, per formare un bacino che può tenere grosso modo 11 bilioni di galloni d'acqua.
La diga fu ispezionata l'ultima volta il 23 ottobre 2013.
La prima fase dei lavori per evitare la minaccia d'inondazione terminò il 17 novembre 2017. Da allora circa 10 000 residenti, compresi gli agricoltori, che dipendono dall'acqua del bacino, hanno lottato con il razionamento dell'acqua. C'è confusione e scarsa trasparenza su come il problema viene affrontato. Le riparazioni finali continueranno fino al 2028.

## Galleria d'immagini

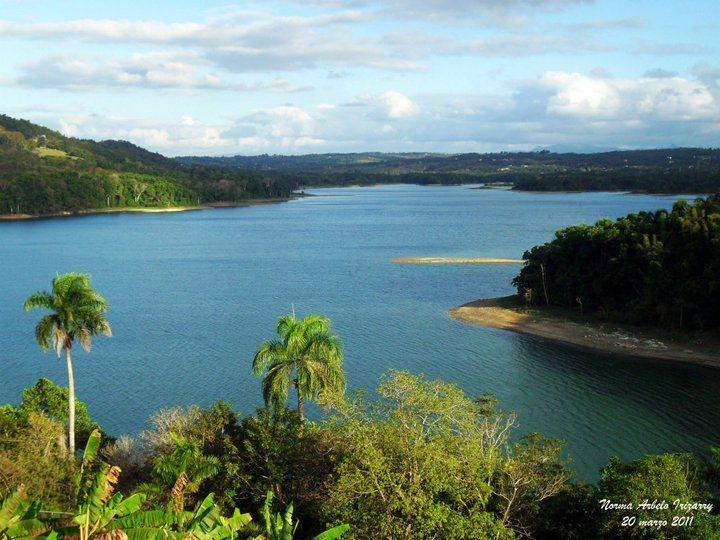
Lago Guajataca a San Sebastián
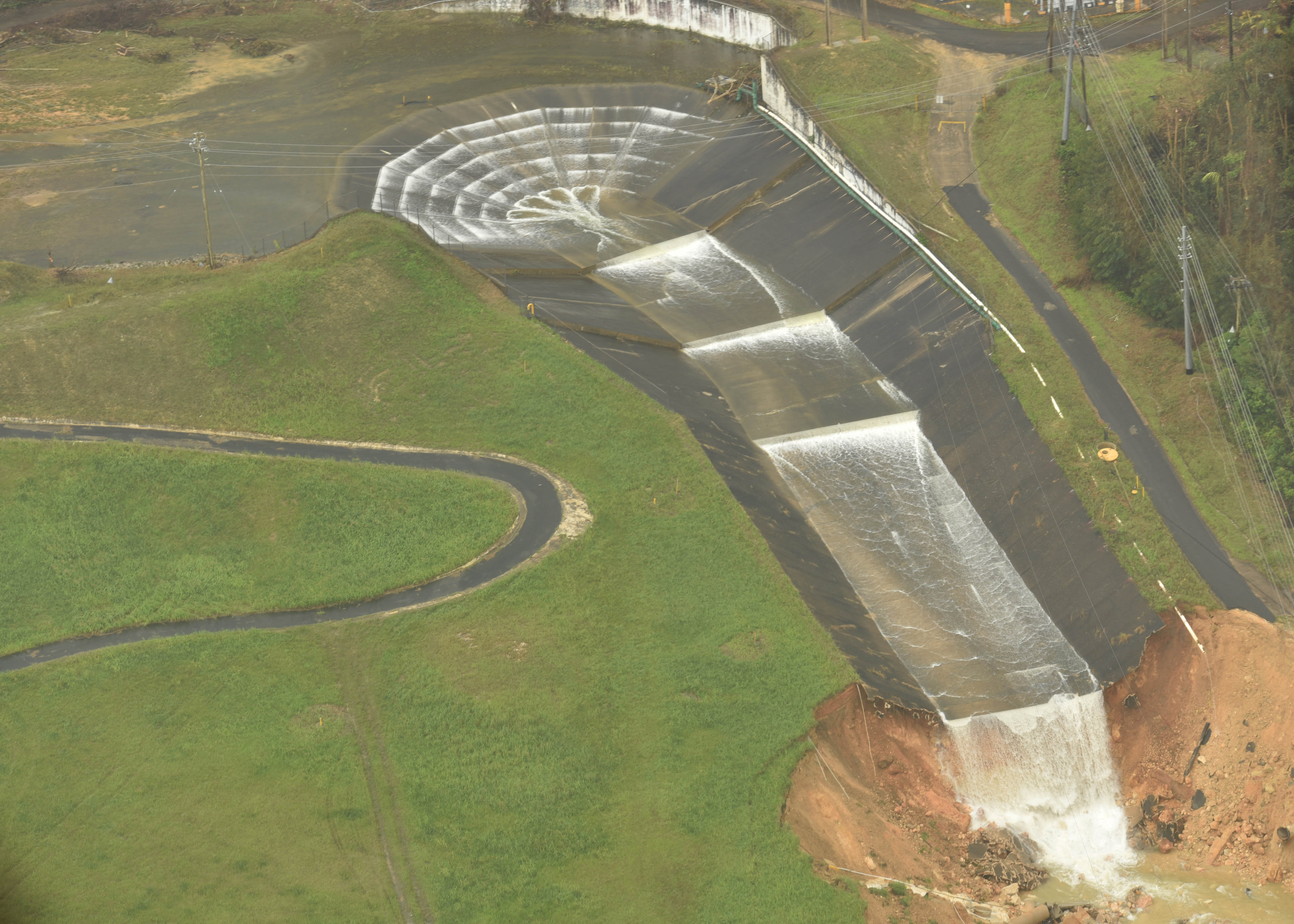
Sfioratore danneggiato, 27 settembre 2017
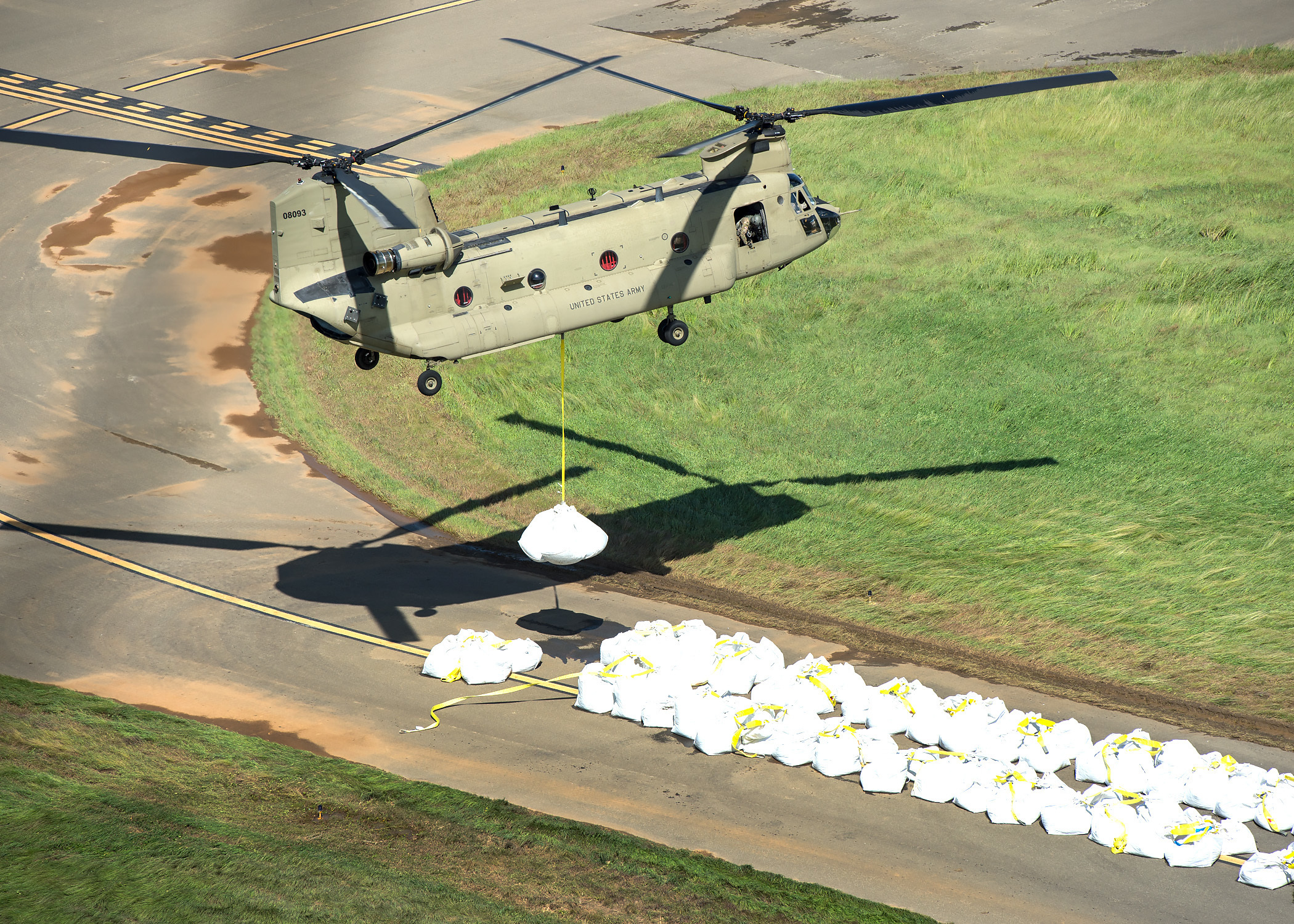
Il Pennsylvania National Guard sta lavorando per stabilizzare la struttura
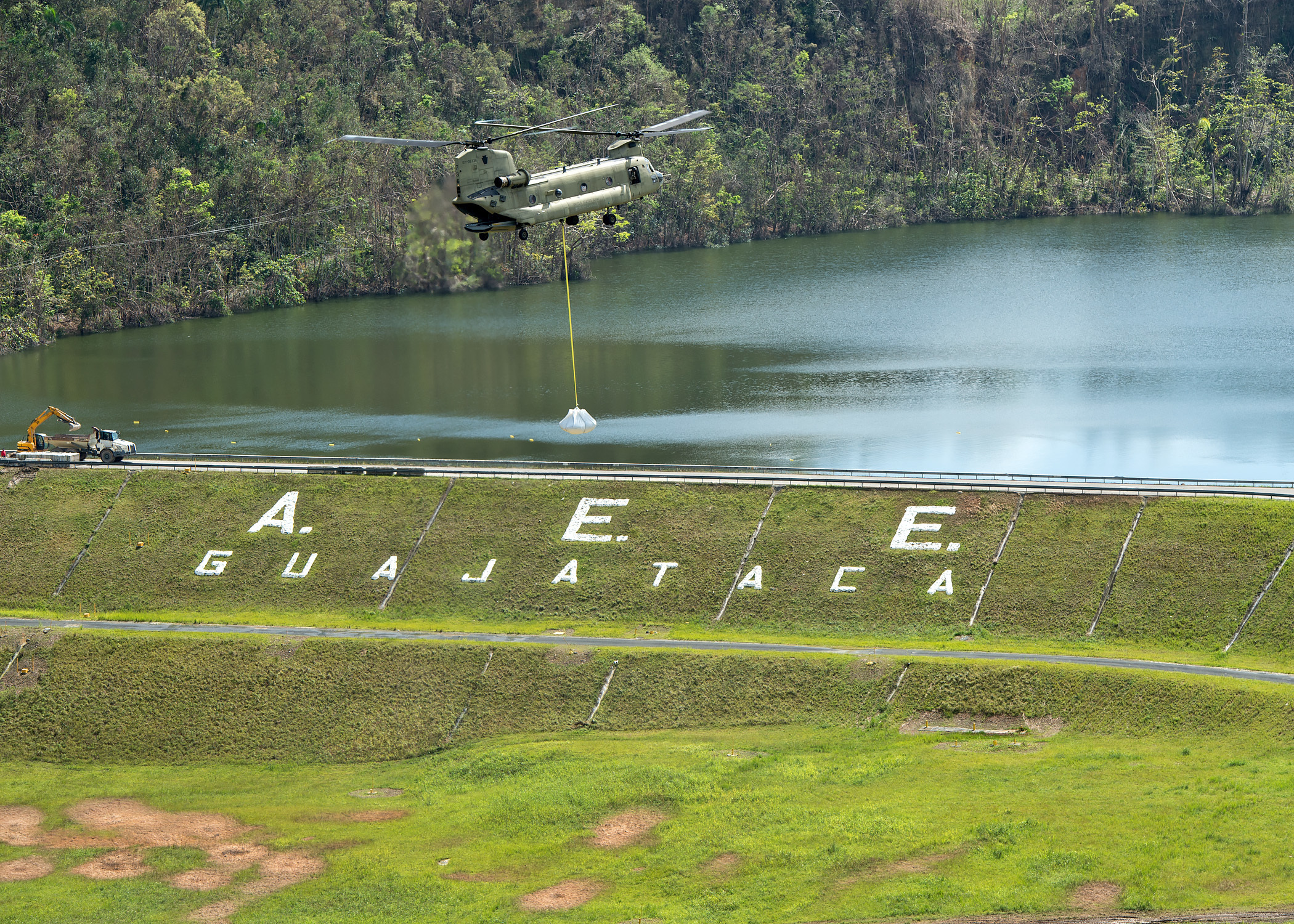
Un Boeing CH-47 Chinook
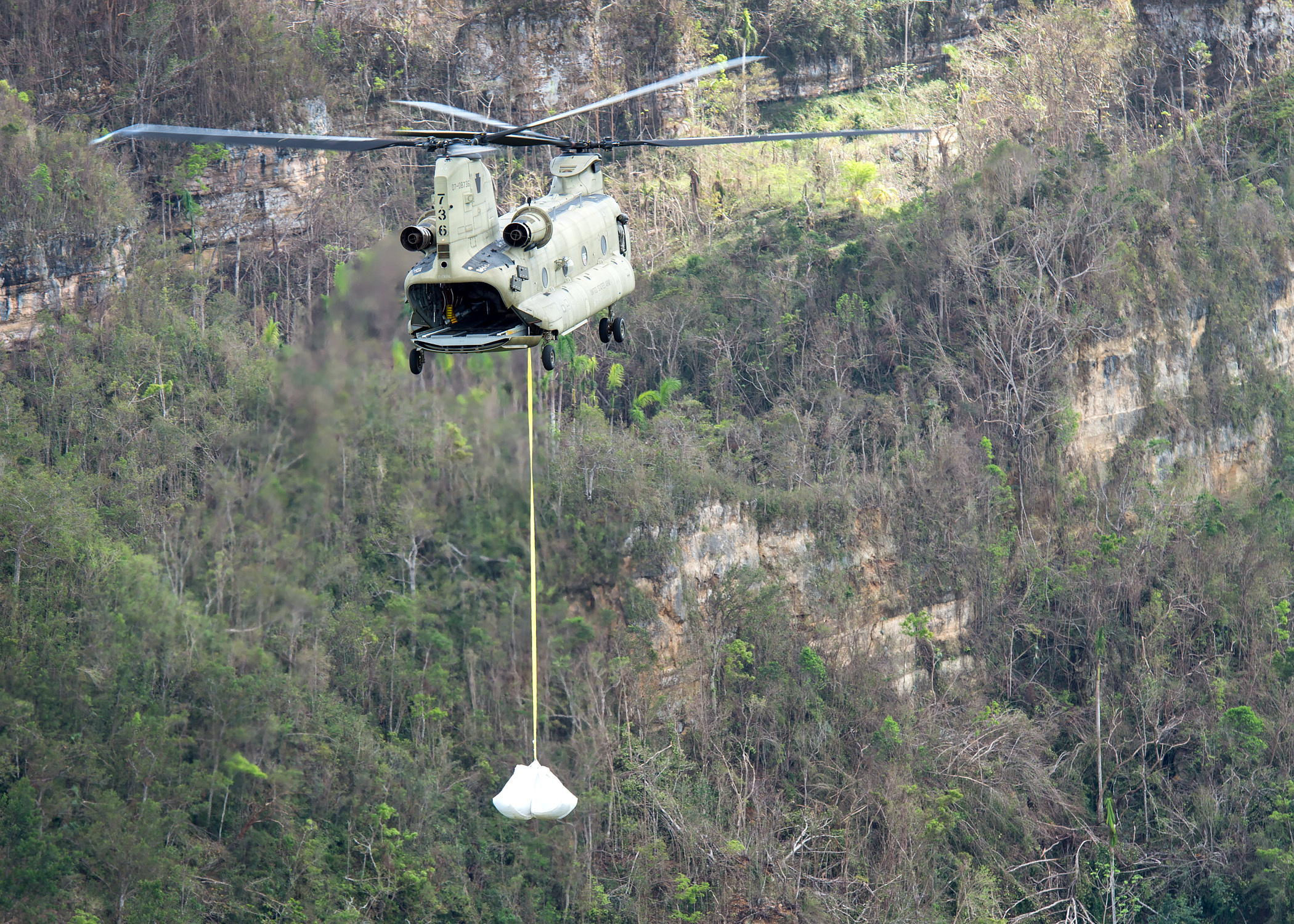
Pennsylvania National Guard
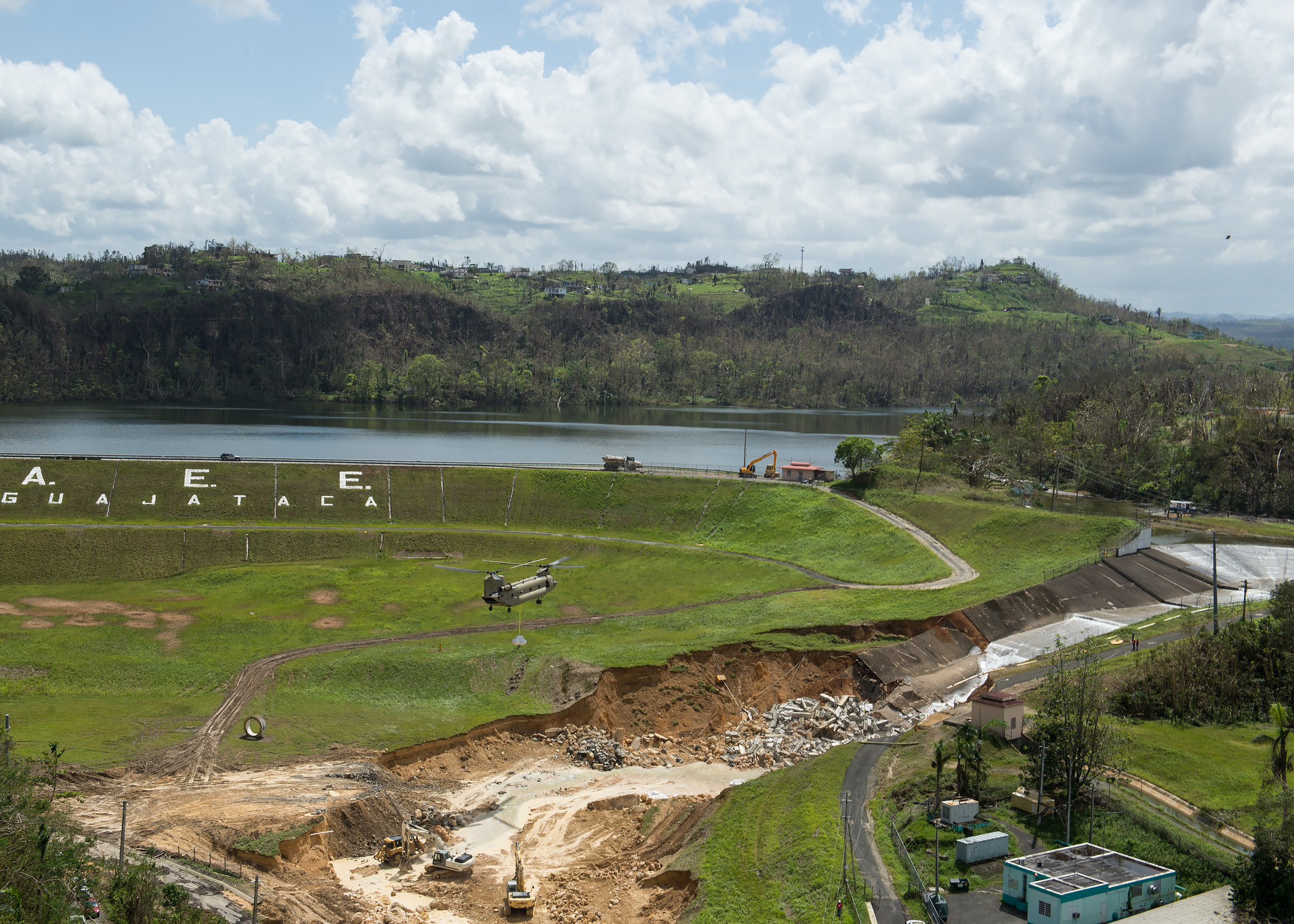
L'USACE e la Pennsylvania National Guard lavorano per stabilizzare la struttura, 9 ottobre